# István Szabó (Ingenieur)
István Szabó (* 13. Dezember 1906 in Orosháza, Königreich Ungarn; † 21. Januar 1980 in Berlin) war ein deutscher Ingenieur und Mathematiker ungarischer Herkunft.

## Leben
Szabo studierte ab 1926 an der Technischen Universität Berlin Physik (unter anderem bei Rudolf Rothe, Georg Hamel, Richard Becker, Gustav Hertz) und erwarb, während er gleichzeitig drei Jahre im Forschungslabor der Firma Osram arbeitete, 1934 sein Ingenieurdiplom. Nach weiterer Industrietätigkeit bei Osram (1935 bis 1939) wurde er 1940 an der TU Berlin Assistent des Mathematikers Werner Schmeidler, bei dem er 1943 (mit Georg Hamel als zweitem Gutachter) zum Dr.-Ing. promoviert wurde. Der Titel seiner Doktorarbeit war Die Strömung um eine Fläche mit elliptischem Umriß. Ab 1946 war er als Oberingenieur an der TU Berlin bei Ernst Mohr, wo er sich 1947 mit der Schrift Das Temperaturfeld in der Anode einer Röntgenröhre habilitierte. Von 1948 bis 1975 hatte er den Lehrstuhl für Mechanik an der Technischen Universität Berlin inne. Die von ihm verfassten Lehrbücher Einführung in die Technische Mechanik und Höhere Technische Mechanik gelten als Klassiker der technischen Literatur.
István Szabó machte sich auch um die Technikgeschichte verdient. In seinen Vorlesungen über die Technische Mechanik betonte er immer wieder die kontinuierliche Entwicklung dieser Wissenschaft vom Altertum bis hin zur modernen Raumfahrt. Er schrieb darüber zahlreiche Aufsätze und auch eine reich illustrierte Geschichte der Mechanik.

## Werke
- István Szabó: Einführung in die Technische Mechanik. 8. Auflage. Springer-Verlag, Berlin 1975, ISBN 3-540-44248-0 (zuerst 1954, einige Kapitel enthalten auch „Geschichtliche Bemerkungen“).
- István Szabó: Höhere Technische Mechanik. 5. Auflage. Springer, Berlin 1985, ISBN 3-540-67653-8 (zuerst 1956).
- István Szabó: Repertorium und Übungsbuch der Technischen Mechanik. 3. Auflage. Springer, Berlin 1972, ISBN 3-540-05429-4 (zuerst 1960)
- István Szabó: Geschichte der mechanischen Prinzipien und ihrer wichtigsten Anwendungen, Birkhäuser, Basel, 1977, 1979, ISBN 3-7643-1735-3, 3. erweiterte Auflage herausgegeben von Peter Zimmermann, Emil Fellmann, 1987 (mit Biographie und Publikationsverzeichnis von Szabo).
- István Szabó, Karl Wellnitz, Wolfgang Zander: Mathematik. Hütte Taschenbuch. Springer-Verlag, Berlin 1974, ISBN 3-540-06246-7.
- István Szabó: Einige Marksteine in der Entwicklung der theoretischen Bauingenieurskunst. In: Beiträge zur Bautechnik (Robert von Halász zum 75. Geburtstag). Ernst & Sohn, Berlin/München 1980, ISBN 3-433-00873-6, S. 1–20.